# МК-I (экскаватор)
МК-I (также МК-1) — первый серийный цепной траншейный экскаватор, выпущенный в СССР. Спроектирован в 1931—1933 годах Всесоюзной проектно-технической конторой экскаваторостроения (ВТКЭ). Первые опытные образцы изготовлены на Дмитровском экскаваторном заводе в январе 1934 года. Также был начат выпуск на киевском заводе «Красный экскаватор», который впоследствии выпустил небольшое количество машин этой модели. Экскаватор МК-I предназначался для отрытия траншей глубиной до 2,25 метров с целью прокладки трубопроводов, канализационных систем, каналов. Производился Дмитровским экскаваторным заводом в 1930-е—1940-е годы. Имел несколько модификаций. Усовершенствованная модель выпускалась под индексом ЭТ-351 до 1951 года. Сокращение МК означает Многоковшовый Канавокопатель.

СССМ-140 — одна из модификаций траншейного экскаватора МК-I, выпускавшаяся небольшими сериями по мере необходимости на протяжении 1930-х годов. Отличается от базовой модели наличием на нижнем конце ковшовой рамы уширителей фрезерного типа и планирующего звена.

## История
Проектирование цепного траншейного экскаватора МК-I началось в 1931 году Всесоюзной проектно-технической конторой экскаваторостроения (ВТКЭ, она же «Проектэкскаватор»), выделенной в марте того же года из состава Ленинградского научно-исследовательского института машиностроения (ЛенНИИМаш). В задачу конторы входило изучение существовавших образцов экскаваторов и разработка советской техники на основе накопленного опыта. Проектирование было закончено в 1933 году, тогда же проект был передан на Дмитровский экскаваторный завод. Производство опытных машин началось на Дмитровском экскаваторном заводе в конце 1933 года, первый экскаватор был готов в январе 1934 года. В рапорте завода в адрес Накромтяжпрома и Московского городского комитета ВКП(б) было сказано, что экскаватор был изготовлен в ходе социалистического соревнования, посвящённого XII съезду партии. К выпуску приступил также  завод «Красный экскаватор» (Киев), изготовивший небольшое количество машин этой модели. Экскаватор МК-I позволил снизить зависимость СССР от покупки траншейных экскаваторов за рубежом.
Выпуск экскаваторов типа МК-I продолжался до начала войны. В ноябре 1941 года Дмитровский экскаваторный завод был эвакуирован в Тюмень. За время войны было произведено 9 экземпляров экскаватора. После войны и восстановления завода в Дмитрове выпуск был продолжен, с 1947 года завод приступил к выпуску усовершенствованной модели МК-I-М. Модификация этой модели под называнием ЭТ-351 производилась до 1951 года, ей на смену пришла усовершенствованная модель ЭТ-352.

## Описание
Базовая модель экскаватора предназначается для рытья траншей с целью прокладки различных трубопроводов (водопроводные и канализационные системы) и каналов. Машина отрывает траншею шириной 0,775 метров и глубиной до 2,25 метра, производительность составляет до 80 м³/час. Экскаватор оснащён гусеничным движителем. Рабочим органом экскаватора является рама с бесконечной ковшовой цепью, снабжённой десятью ковшами. Удаление грунта в отвал производится с помощью поперечного конвейера с вылетом 2,8 метра. Машина приводится в действие бензиновым двигателем ЗИС-5 мощностью 73 л. с. (53,3 кВТ). Масса машины составляет 12,5 тонн.
Выпускавшаяся после войны модель МК-I-М представляла собой усовершенствованную модификацию модели экскаватора МК-I. Глубина копания была увеличена до 3,5 метров, машина могла оснащаться керосиновым двигателем I-МА мощностью 52 л. с. (38,2 кВт). Экскаватор также мог оснащаться ковшами с уширителем, при этом число ковшей увеличивалась до 22 штук, а ёмкость отдельного ковша уменьшалась. Усовершенствованный вариант обладал повышенной производительностью по сравнению с базовой моделью (до 136 м³/час).

## Модификации
В 1930-х годах завод в Дмитрове разрабатывал различные модификации базовой модели, ряд из них пошёл в серийное производство под индексами СССМ.
- Модель СССМ-127 изготавливалась серийно, в отличие от базовой модели, она оснащалась лигроиновым двигателем мощностью 60 л. с (44,1 кВт) от трактора Сталинец-60 выпуска Кировского завода наркомтанкопрома. Рабочие скорости этой машины были ниже, чем у базовой модели[1][3].

- Модель СССМ-140 изготавливалась малой серией. От базовой модели отличалась уширителями траншеи, расположенными на нижнем конце ковшовой рамы. Благодаря уширителям ширина отрываемой траншеи могла быть увеличена до 3 метров при глубине 0,5 метров. Модель оснащалась двигателем от трактора Сталинец-60[3].

- Модель СССМ-727 была изготовлена в единственном экземпляре и была наиболее крупной. Глубина копания достигала 3 метров при ширине траншеи 1,5 или 1,8 метра. Рабочий орган мог оснащаться откосниками для рытья траншей трапециевидного профиля с шириной по дну 1,5 метра и по верху 2,07 метра. Была оснащена двигателем от трактора Сталинец-60[3].